# Phomopsis subordinaria
Phomopsis subordinaria är en svampart som först beskrevs av Jean Baptiste Desmazières, och fick sitt nu gällande namn av Giovanni Battista Traverso 1906. Phomopsis subordinaria ingår i släktet Phomopsis och familjen Diaporthaceae.   Inga underarter finns listade i Catalogue of Life.